# María del Carmen Bolado del Real
María del Carmen Bolado del Real (Tampico, Tamaulipas; 21 de junio de 1939-19 de noviembre de 2021) fue una política mexicana que se ha desempeñado como diputada federal y senadora por el Partido Acción Nacional y es militante actual del Movimiento Ciudadano

## Trayectoria
María del Carmen Bolado se ha desempeñó consejera de la Confederación Patronal de la República Mexicana (COPARMEX) y de la Unión Social de Empresarios Mexicanos. Miembro activo del PAN desde 1990, se convirtió en diputada federal del V Distrito Electoral Federal de Tamaulipas con el 50.7% de los votos, ejerciendo el puesto de 1991 a 1994.
En 1994, se postula como candidata a senadora de la República por Tamaulipas y en las Elecciones federales de México de 1994 se convierte en la primera senadora mujer emanada del PAN.
Como Senadora de la LVI y LVII Legislaturas se desempeñó como Secretaria de las Comisiones de Marina y de Equidad y Género, e integrante de las comisiones de Medio Ambiente y Recursos Naturales, de Seguridad Social, y de Transportes. También fungió como Secretaria de la Mesa Directiva de la Cámara de Senadores de México en al menos dos ocasiones.
Falleció en la ciudad de Tampico, Tamaulipas, el 19 de noviembre de 2021.